# Pridvorica (Kraljevo)
Pour les articles homonymes, voir Pridvorica.

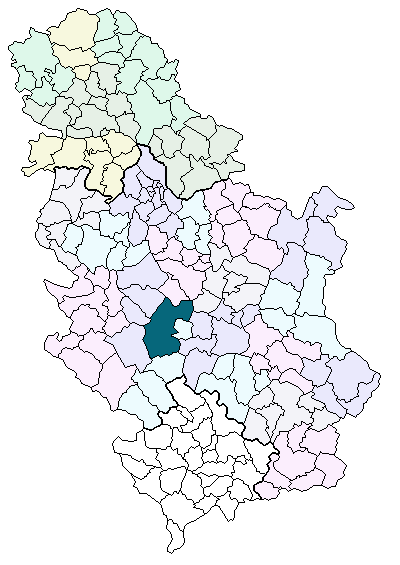
Situation de la municipalité de Kraljevo en Serbie

Pridvorica, en serbe cyrillique Усиље, est un village de Serbie situé dans la municipalité de Kraljevo, district de Raška.

Pridvorica est située sur les bords de la Studenica.